# Charles McBurney
Charles Brian Montagu McBurney (Stockbridge, 18 giugno 1914 – 14 dicembre 1979) è stato un archeologo statunitense, che ha passato la maggior parte della propria vita lavorando in Gran Bretagna.

## Biografia
Nato nel Massachusetts da Henry McBurney e Dorothy Lillian Rundall, era nipote del chirurgo Charles McBurney, che ha scoperto il Punto di McBurney. Sua madre era inglese, figlia di ufficiali dell'esercito britannico. Da bambino, McBurney ha passato l'infanzia prima negli Stati Uniti e poi in Svizzera.
Nel 1933 entrò al King's College di Cambridge, studiando prima francese e tedesco, e poi archeologia ed antropologia. Gli studi specialistici furono interrotti dalla guerra, poiché lo studioso si arruolò nella Royal Air Force. Durante il dopoguerra che seguì la seconda guerra mondiale, poté completare il dottorato.
Nel 1952 divenne lettore di archeologia a Cambridge, e successivamente professore di Preistoria Quaternaria. I suoi principali lavori sul campo sono stati degli studi sul Paleolitico superiore in Gran Bretagna, degli scavi nelle Isole del Canale, degli scavi estensivi in Libia (la cava di Haua Fteah) e, negli anni successivi, ulteriori scavi in Iran ed Afghanistan. L'archeologo pubblicò delle opere sulla preistoria francese, sul lavoro archeologico nell'Unione Sovietica e sulla pittura rupestre.
Charles McBurney ha avuto due figli, il compositore e scrittore Gerard McBurney e l'attore, doppiatore e regista Simon McBurney.